# O Paraense
O Paraense foi o primeiro jornal publicado na então província do Grão-Pará (atual Pará), com sede na cidade de Belém do Pará.

## História
Primeiro jornal editado na então província do Grão Pará, foi fundado em 1º de abril de 1822 por Filipe Alberto Patroni e sua edição inaugural foi publicada numa quarta-feira, 22 de maio de 1822. O periódico contava com a colaboração de Daniel Garção de Mello, Luiz José Lazier e João Antônio Alvarez
.
Patroni estudava em Portugal e acompanhou os fatos políticos da época, como a Revolução Liberal do Porto. Ao retornar para Belém, trouxe na bagagem uma tipografia adquirida na Imprensa Nacional de Lisboa, que além de imprimir "O Paraense", também registrou os textos de outros jornais, como "O Luso Paraense", fundado em 1823.
O Paraense tinha uma circulação periódica indefinida, pois era editado de uma a duas vezes por semanas e foi exinto quando sua 70° edição foi às ruas, gerando insatisfação dos militares e, assim, foi empastelado em fevereiro de 1823. Após a prisão e deportação de Patroni, O Paraense esteve sob a direção do cônego João Batista Gonçalves Campos.
A linha editorial do jornal era política e defendia os fundamentos da Constituição e a separação das províncias do Grão-Pará e Rio Negro (Amazonas) com Portugal (a independência).